# هالزکورنر (کالیفرنیا)
هالزکورنر (به انگلیسی: Halls Corner) یک منطقهٔ مسکونی در ایالات متحده آمریکا است که در شهرستان کینگز، کالیفرنیا واقع شده‌است. هالزکورنر ۷۰ متر بالاتر از سطح دریا واقع شده‌است.